# That’s All Right

Elvis Presley – That's All Right

That’s All Right ist ein 1946 von Arthur Crudup geschriebener und veröffentlichter Song. Das Stück wurde erst in der 1954 von Elvis Presley erschienenen Version ein Erfolg. Der Titel wurde auf Platz 112 der Liste Die 500 besten Songs aller Zeiten des Musikmagazins Rolling Stone aufgenommen.

## Geschichte
Der Titel wurde erstmals im September 1946 in Chicago von Crudup aufgenommen und als Single bei RCA Victor veröffentlicht. Im März 1949 wurde der Song unter dem Titel That's All Right, Mama (RCA Victor 50-0000) erneut veröffentlicht. Diese Single wird bei RCA als erste Rhythm-and-Blues-Platte im damals neuen 45-rpm-Format geführt und war in leuchtendem Orange gehalten.
Elvis Presleys Rockabilly-Version wurde im Juli 1954 bei Sun Records als Nummer 209 mit Blue Moon of Kentucky als B-Seite veröffentlicht. Die Platte verkaufte sich etwa 20.000 Mal und erreichte zunächst weder internationale noch nationale Charts, konnte aber Platz 4 der lokalen Charts in Memphis (Tennessee) belegen. Arthur Crudup wurde zwar als Autor des Stücks auf dem Label von Presleys Single genannt, er erhielt allerdings erst in den 60er Jahren 60.000 US-Dollar als Tantiemen. Erst 2004 erreichte der Titel auch die internationalen Charts, und zwar Platz 3 in Großbritannien, Platz 31 in Australien und Platz 47 in Schweden.
1955 erschien eine Country-Version von Marty Robbins, die Platz 7 der Billboard-Country-Single-Charts erreichte. Der „Mexikanische Elvis“ El Vez veröffentlichte 1994 eine spanischsprachige Version mit dem Titel Esta Bien Mamacita.
Für BBC Radio nahmen die Beatles unter Live-Bedingungen eine Fassung von That’s All Right auf. Die Aufnahme fand im Juli 1963 im Studio Five, BBC Maida Vale in London statt; das Stück wurde aber erst im November 1994 auf dem Album Live at the BBC veröffentlicht.
2014 veröffentlichten The Silverettes ihre Version des Songs auf dem Album The Real Rock'n'Roll Chicks.